# Petit gâteau

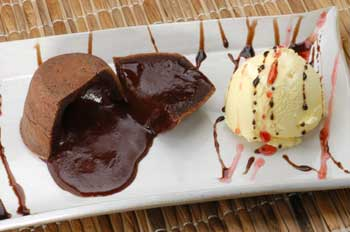
Petit gâteau, com sorvete de creme

Petit gâteau (do francês pequeno bolo, plural: petits gâteaux; pronuncia-se petí gatô) é uma sobremesa composta de um pequeno bolo de chocolate com casca  e recheio cremoso servido geralmente acompanhado de sorvete.

## História
A história do petit gâteau é controversa, alguns defendem que ele foi criado na Itália, outros que foi criado pelo chef francês radicado em Nova Iorque, Jean-Georges Vongerichten, ao errar na quantidade de farinha que usaria na receita de bolinhos. Outra versão diz que o doce foi criado por um aprendiz de chef dos Estados Unidos que aqueceu demais o forno para preparar bolinhos, mas assim mesmo, foram servidos, conquistando a apreciação dos clientes.

## Etimologia
A denominação petit gâteau significa "pequeno bolo" na França. No país, este tipo de doce é conhecido como  fondant au chocolat. No Brasil, foi batizado de Petit gâteau pelo chef Érick Jacquin.[carece de fontes?]